# NGC 320
NGC 320 é uma galáxia espiral barrada (SB0-a) localizada na direcção da constelação de Cetus. Possui uma declinação de -20° 50' 25" e uma ascensão recta de 0 horas, 58 minutos e 46,4 segundos.
A galáxia NGC 320 foi descoberta em 1886 por Frank Leavenworth.